# サムナー (ポートランド)
サムナー（Sumner）は、アメリカ合衆国オレゴン州ポートランド市の北東部区域の地区の一つ。メイウッド・パーク市の州間高速道路205号線以西の地域を含んでいる。